# Американські Віргінські Острови на літніх Олімпійських іграх 2016
Американські Віргінські Острови на літніх Олімпійських іграх 2016 були представлені 7 спортсменами в 4 видах спорту. Жодної медалі олімпійці Американських Віргінських Островів не завоювали.

## Спортсмени
| Дисципліна       | Чоловіки | Жінки | Разом |
| ---------------- | -------- | ----- | ----- |
| Легка атлетика   | 2        | 1     | 3     |
| Бокс             | 1        | 0     | 1     |
| Вітрильний спорт | 1        | 0     | 1     |
| Плавання         | 1        | 1     | 2     |
| Разом            | 5        | 2     | 7     |

## Легка атлетика
Легенда
- Note – для трекових дисциплін місце вказане лише для забігу, в якому взяв участь спортсмен
- Q = пройшов у наступне коло напряму
- q = пройшов у наступне коло за добором (для трекових дисциплін - найшвидші часи серед тих, хто не пройшов напряму; для технічних дисциплін - увійшов до визначеної кількості фіналістів за місцем якщо напряму пройшло менше спортсменів, ніж визначена кількість)
- NR = Національний рекорд
- N/A = Коло відсутнє у цій дисципліні
- Bye = спортсменові не потрібно змагатися у цьому колі
- NM = жодної успішної спроби

Трекові і шосейні дисципліни
| Спортсмен             | Дисципліна                               | Попередній забіг | Попередній забіг | Півфінал         | Півфінал         | Фінал            | Фінал            |
| Спортсмен             | Дисципліна                               | Результат        | Місце            | Результат        | Місце            | Результат        | Місце            |
| --------------------- | ---------------------------------------- | ---------------- | ---------------- | ---------------- | ---------------- | ---------------- | ---------------- |
| Едді Ловетт           | біг на 110 метрів з бар'єрами (чоловіки) | 13.77            | 7                | Завершив виступ  | Завершив виступ  | Завершив виступ  | Завершив виступ  |
| Лаверн Джонс-Ферретті | біг на 200 метрів (жінки)                | 23.35            | 6                | Завершила виступ | Завершила виступ | Завершила виступ | Завершила виступ |

Технічні дисципліни
| Спортсмен      | Дисципліна                   | Кваліфікація       | Кваліфікація | Фінал              | Фінал           |
| Спортсмен      | Дисципліна                   | Результат у метрах | Місце        | Результат у метрах | Місце           |
| -------------- | ---------------------------- | ------------------ | ------------ | ------------------ | --------------- |
| Мухаммад Халім | потрійний стрибок (чоловіки) | НС                 | —            | Завершив виступ    | Завершив виступ |

## Бокс
| Спортсмен      | Категорія              | 1/16 фіналу         | 1/8 фіналу         | Чвертьфінали       | Півфінали          | Фінал              | Фінал           |
| Спортсмен      | Категорія              | Суперник Результат  | Суперник Результат | Суперник Результат | Суперник Результат | Суперник Результат | Місце           |
| -------------- | ---------------------- | ------------------- | ------------------ | ------------------ | ------------------ | ------------------ | --------------- |
| Клейтон Лорент | понад 91 кг (чоловіки) | Пфайфер (GER) W 2–1 | Йока (FRA) 0L 0–3  | Завершив виступ    | Завершив виступ    | Завершив виступ    | Завершив виступ |

## Вітрильний спорт
| Спортсмен   | Дисципліна | Заплив | Заплив | Заплив | Заплив | Заплив | Заплив | Заплив | Заплив | Заплив | Заплив | Заплив | Очки | Підсумкове місце |
| Спортсмен   | Дисципліна | 1      | 2      | 3      | 4      | 5      | 6      | 7      | 8      | 9      | 10     | M*     | Очки | Підсумкове місце |
| ----------- | ---------- | ------ | ------ | ------ | ------ | ------ | ------ | ------ | ------ | ------ | ------ | ------ | ---- | ---------------- |
| Сай Томпсон | Лазер      | 13     | 4      | 11     | 35     | 32     | 33     | 6      | 20     | 17     | 16     | EL     | 152  | 19               |

M = Медальний заплив; EL = Вибув – не потрапив до медального запливу

## Плавання
| Спортсмен        | Дисципліна                     | Попередній заплив | Попередній заплив | Півфінал         | Півфінал         | Фінал            | Фінал            |
| Спортсмен        | Дисципліна                     | Час               | Місце             | Час              | Місце            | Час              | Місце            |
| ---------------- | ------------------------------ | ----------------- | ----------------- | ---------------- | ---------------- | ---------------- | ---------------- |
| Рексфорд Тулліус | 200 метрів на спині (чоловіки) | 1:59.14           | 20                | Завершив виступ  | Завершив виступ  | Завершив виступ  | Завершив виступ  |
| Кайлі Вотсон     | 100 метрів на спині (жінки)    | 1:07.19           | 30                | Завершила виступ | Завершила виступ | Завершила виступ | Завершила виступ |